# Newburyport
Newburyport é uma cidade localizada no condado de Essex no extremo nordeste do estado estadounidense de Massachusetts. No Censo de 2010 tinha uma população de 17 416 habs. e uma densidade populacional de 631 hab/km². Encontra-se sobre a costa do golfo de Maine (oceano Atlântico), junto à desembocadura do rio Merrimack.

## Geografia
Newburyport encontra-se localizada nas coordenadas 42° 48′ 45″ N, 70° 53′ 28″ O. Segundo a Departamento do Censo dos Estados Unidos, Newburyport tem uma superfície total de 27.61 km², da qual 21.62 km² correspondem a terra firme e (21.68%) 5.99 km² é água.

## Demografia
Segundo o censo de 2010, tinha 17.416 pessoas residindo em Newburyport. A densidade populacional era de 630,86 hab./km². Dos 17.416 habitantes, Newburyport estava composto pelo 96.39% brancos, o 0.56% eram afroamericanos, o 0.14% eram amerindios, o 1.12% eram asiáticos, o 0.01% eram insulares do Pacífico, o 0.53% eram de outras raças e o 1.25% pertenciam a dois ou mais raças. Do total da população o 1.67% eram hispanos ou latinos de qualquer raça.